# Marla O’Hara
Marla O’Hara (* 22. Februar 1961 in Gardena, Kalifornien) ist eine ehemalige US-amerikanische Beachvolleyballspielerin.

## Karriere
O’Hara spielte in ihrer Jugend Volleyball, Basketball und Softball. Im Beachvolleyball war O’Hara von 1988 bis 2010 auf US-amerikanischen Turnieren und von 1995 bis 2005 international auf der FIVB World Tour aktiv. 1992 gewann sie mit Dennie Shupryt-Knoop die Manhattan Beach Open.  An der Seite von Kristin Schritter nahm O’Hara 1999 an der Weltmeisterschaft in Marseille teil.

## Privates
O’Hara hat eine Tochter (Kellie) und einen Sohn (Michael). Ihre Hobbys sind Karate und Snowboarden.